# Estado de Alto Nilo
Alto Nilo (en inglés: Upper Nile, en árabe: أعالي النيل‎, A'aly an-Nyl) es uno de los diez estados que forman Sudán del Sur. Está localizado en el Nilo Superior en Sudán del Sur. Ocupa un área de 77.773 km² y tiene una población estimada de 620.000 habitantes (2007). Malakal es la capital del estado. La ciudad de Kodok, lugar donde ocurrió el Incidente de Fachoda en 1898, está localizado en esta zona.
Entre los principales centros poblados se encuentran Geigar y Renk. La principal actividad económica del estado es la petrolera, se cree que más de la mitad del territorio pueden tener depósitos de ese hidrocarburo. Hay varios campos petroleros y un oleoducto que conecta con Sudán. La agricultura es especialmente importante hacia el noreste. Como el resto de estados de Sudán del Sur, los indicadores sociales son muy bajos, se estima que menos del 5% cuenta con agua tratada y servicios sanitarios, al igual que acceso a la educación. La pobreza extrema del estado se ubica entre un 30 y 40%.
El Nilo Blanco y el Sobat son los principales ríos del estado. 
Los principales grupos étnicos del Alto Nilo son los dinka, shilluk/anuak y nuer.

## Condados
- Baliet
- Fashoda
- Longechuk
- Maban
- Malakal
- Manyo
- Maiwut
- Melut
- Nasir
- Panyikang
- Renk
- Ulang